# Wereldkampioenschap voetbal 2022 (Groep E) Duitsland - Japan
Dit artikel gaat over de wedstrijd in groep E van het wereldkampioenschap voetbal 2022 tussen Duitsland en Japan die gespeeld werd op woensdag 23 november 2022 in het Khalifa Internationaal Stadion te Doha. Het duel was de tiende wedstrijd van het toernooi.
In de eerste helft kwam Duitsland op een voorsprong via een benutte strafschop, maar Japan won dankzij twee treffers in de laatste twintig minuten. Het was voor het eerst sinds 1994 dat Duitsland een WK-wedstrijd verloor waarin het het openingsdoelpunt maakte en Duitsland verloor voor het eerst sinds 1978 een wedstrijd waarin het een voorsprong had bij de rust. Met een leeftijd van 18 jaar en 3 dagen werd Youssoufa Moukoko de jongste Duitse speler ooit die in actie kwam op het WK voetbal.

## Voorafgaand aan de wedstrijd
- Duitsland stond bij aanvang van het toernooi op de elfde plaats van de FIFA-wereldranglijst en moest negen WK-deelnemers boven zich dulden.[1] Japan was op de 24ste plaats terug te vinden. Twintig WK-deelnemers stonden hoger gerangschikt dan Japan.[2]
- Duitsland en Japan troffen elkaar voorafgaand aan deze wedstrijd twee keer, waarvan geen enkele keer op het WK. Duitsland won één wedstrijd en het andere duel eindigde onbeslist. Duitsland won zeven van zijn eerdere acht WK-wedstrijden tegen teams die aangesloten zijn bij de AFC en verloor er één. Japan won twee en verloor vijf van zijn eerdere tien WK-wedstrijden tegen teams aangesloten bij de UEFA.
- Duitsland begon aan zijn twintigste deelname aan het wereldkampioenschap en zijn achttiende achtereenvolgende. Japan nam voor een zevende achtereenvolgende keer deel.
- Een dag voor de wedstrijd werd duidelijk dat Leroy Sané door een blessure niet kon meespelen bij Duitsland.[3]

## Wedstrijddetails[4]
|                                                      |                     |                  |                    | |
| Groep E 23 november 2022 16:00 (UTC+3) 14:00 (UTC+1) | Duitsland           | 1 – 2 (1 – 0)    | Japan              | Stadion: Khalifa Internationaal Stadion, Doha Toeschouwers: 42.608 Scheidsrechter: Iván Barton Assistenten: David Jonathan Morán Santos Assistenten: Zachari Zeegelaar Vierde official: Said Martínez Video-assistent: Mauro Vigliano AVAR 1: Armando Villarreal AVAR 2: Kathryn Nesbitt AVAR 3: Fernando Guerrero Speler van de wedstrijd: Shuichi Gonda |
| Groep E 23 november 2022 16:00 (UTC+3) 14:00 (UTC+1) | Gündoğan 33' (pen.) | Wedstrijdverslag | 75' Doan 83' Asano | Stadion: Khalifa Internationaal Stadion, Doha Toeschouwers: 42.608 Scheidsrechter: Iván Barton Assistenten: David Jonathan Morán Santos Assistenten: Zachari Zeegelaar Vierde official: Said Martínez Video-assistent: Mauro Vigliano AVAR 1: Armando Villarreal AVAR 2: Kathryn Nesbitt AVAR 3: Fernando Guerrero Speler van de wedstrijd: Shuichi Gonda |
| Groep E 23 november 2022 16:00 (UTC+3) 14:00 (UTC+1) |                     |                  |                    | Stadion: Khalifa Internationaal Stadion, Doha Toeschouwers: 42.608 Scheidsrechter: Iván Barton Assistenten: David Jonathan Morán Santos Assistenten: Zachari Zeegelaar Vierde official: Said Martínez Video-assistent: Mauro Vigliano AVAR 1: Armando Villarreal AVAR 2: Kathryn Nesbitt AVAR 3: Fernando Guerrero Speler van de wedstrijd: Shuichi Gonda |
| Groep E 23 november 2022 16:00 (UTC+3) 14:00 (UTC+1) |                     |                  |                    | Stadion: Khalifa Internationaal Stadion, Doha Toeschouwers: 42.608 Scheidsrechter: Iván Barton Assistenten: David Jonathan Morán Santos Assistenten: Zachari Zeegelaar Vierde official: Said Martínez Video-assistent: Mauro Vigliano AVAR 1: Armando Villarreal AVAR 2: Kathryn Nesbitt AVAR 3: Fernando Guerrero Speler van de wedstrijd: Shuichi Gonda |
|                                                      |                     |                  |                    | |

| Duitsland | Japan |

| DM             | 01 | Manuel Neuer          |     |
| RA             | 15 | Niklas Süle           |     |
| CV             | 02 | Antonio Rüdiger       |     |
| CV             | 23 | Nico Schlotterbeck    |     |
| LA             | 03 | David Raum            |     |
| CM             | 06 | Joshua Kimmich        |     |
| CM             | 21 | İlkay Gündoğan        | 67' |
| RB             | 10 | Serge Gnabry          | 90' |
| AM             | 13 | Thomas Müller         | 67' |
| LB             | 14 | Jamal Musiala         | 79' |
| SP             | 07 | Kai Havertz           | 79' |
| Wisselspelers: |    |                       |     |
| DM             | 12 | Kevin Trapp           |     |
| DM             | 22 | Marc-André ter Stegen |     |
| VD             | 04 | Matthias Ginter       |     |
| VD             | 05 | Thilo Kehrer          |     |
| VD             | 16 | Lukas Klostermann     |     |
| VD             | 20 | Christian Günter      |     |
| VD             | 25 | Armel Bella-Kotchap   |     |
| MV             | 08 | Leon Goretzka         | 67' |
| MV             | 11 | Mario Götze           | 79' |
| MV             | 18 | Jonas Hofmann         | 67' |
| AV             | 09 | Niclas Füllkrug       | 79' |
| AV             | 17 | Julian Brandt         |     |
| AV             | 19 | Leroy Sané            |     |
| AV             | 24 | Karim Adeyemi         |     |
| AV             | 26 | Youssoufa Moukoko     | 90' |
| Coach:         |    |                       |     |
| Hansi Flick    |    |                       |     |

| DM              | 12 | Shuichi Gonda     |     |
| RA              | 19 | Hiroki Sakai      | 75' |
| CV              | 04 | Ko Itakura        |     |
| CV              | 22 | Maya Yoshida      |     |
| LA              | 05 | Yuto Nagatomo     | 57' |
| CM              | 06 | Wataru Endo       |     |
| CM              | 17 | Ao Tanaka         | 75' |
| RB              | 14 | Junya Ito         |     |
| AM              | 15 | Daichi Kamada     |     |
| LB              | 11 | Takefusa Kubo     | 46' |
| SP              | 25 | Daizen Maeda      | 57' |
| Wisselspelers:  |    |                   |     |
| DM              | 01 | Eiji Kawashima    |     |
| DM              | 23 | Daniel Schmidt    |     |
| VD              | 02 | Miki Yamane       |     |
| VD              | 03 | Shogo Taniguchi   |     |
| VD              | 16 | Takehiro Tomiyasu | 46' |
| VD              | 26 | Hiroki Ito        |     |
| MV              | 07 | Gaku Shibasaki    |     |
| MV              | 10 | Takumi Minamino   | 75' |
| MV              | 13 | Hidemasa Morita   |     |
| AV              | 08 | Ritsu Doan        | 75' |
| AV              | 09 | Kaoru Mitoma      | 57' |
| AV              | 18 | Takuma Asano      | 57' |
| AV              | 20 | Shuto Machino     |     |
| AV              | 21 | Ayase Ueda        |     |
| AV              | 24 | Yuki Soma         |     |
| Coach:          |    |                   |     |
| Hajime Moriyasu |    |                   |     |

| Statistieken           | Duitsland | Japan |
| ---------------------- | --------- | ----- |
| Doelpunten             | 1         | 2     |
| Gele kaarten           | 0         | 0     |
| Rode kaarten           | 0         | 0     |
| Wissels                | 5         | 5     |
| Schoten op doel        | 9         | 3     |
| Schoten naast doel     | 11        | 6     |
| Overtredingen          | 6         | 14    |
| Hoekschoppen           | 6         | 6     |
| Buitenspel             | 4         | 4     |
| Passnauwkeurigheid (%) | 91        | 79    |
| Balbezit (%)           | 75        | 25    |